# Capsicum lanceolatum
Capsicum lanceolatum là loài thực vật có hoa trong họ Cà. Loài này được (Greenm.) C.V.Morton & Standl. mô tả khoa học đầu tiên năm 1940.